# Жизненное пространство на Востоке
Жизненное пространство на Востоке (нем. Lebensraum im Osten, немецкое произношение: [ˈleːbənsˌʁaʊm] (слушать)о файле) — немецкая этнокультурная идея, политика и практика переселенческого колониализма, которые имели распространение с 1890-х годов по 1940-е годы.
Впервые популяризированная примерно в 1901 году, идея «жизненного пространства» стала геополитической целью Германской империи в Первой мировой войне (1914—1918) первоначально как основной элемент сентябрьской программы территориальной экспансии. Истоки нацистской идеи завоевания «жизненного пространства» и обеспечения мирового господства Германии присутствуют в мировоззрении, которое с конца XIX века получило широкое распространение среди немцев в Германии и этнических немцев (фольксдойче) за пределами Германии.
Наиболее крайней формы этой идеи придерживались Национал-социалистическая немецкая рабочая партия (НСДАП) и нацистская Германия. Идея «жизненного пространства» стала одним из главных мотивов, побудивших нацистскую Германию развязать Вторую мировую войну, и эта политика продолжалась до конца войны. После прихода к власти Адольфа Гитлера «жизненное пространство» стало идеологическим принципом нацизма и послужило оправданием территориальной экспансии Германии в Центральной и Восточной Европе.
История в идеологии национал-социализма понималась как непрерывная «расовая борьба» воспринимаемых с биологической позиции народов за выживание, защита и расширение необходимого им «жизненного пространства». Конечным результатом этой борьбы считалось установление мирового господства «арийской расы», превосходящей другие расы в биологическом и культурном отношении и занимающей высшую позицию в «расовой иерархии» — расы естественных господ. Идеология включала милитаризм: война была представлена естественным состоянием человечества, законным и единственно возможным средством утверждения мирового лидерства «народа-господина». Залогом победы в этой борьбе должна быть консолидация немецкой нации под руководством единого вождя («фюрера»), «расовая гигиена» — очищение нации от «расово чуждых» и «неполноценных» элементов, а также укрепление её «физического здоровья». Евгеника «жизненного пространства» предполагала, что немецкая «арийская раса господ» (нем. Herrenvolk) имеет право устранять коренные народы ради расширения собственного жизненного пространства .
На идее «жизненного пространства» была основана политика нацистского Генерального плана Ост, в котором утверждалось, что Германии требуется жизненное пространство, необходимое для её выживания. По этой причине большая часть коренного населения Центральной и Восточной Европы должна быть навсегда удалена с этих территорий — путём массовой депортации в Сибирь, истребления или порабощения, — включая поляков, украинцев, русских, чехов и другие славянские народы, считавшиеся не принадлежавшими к «арийской расе». Нацистское правительство планировало заселить освободившиеся земли германскими колонистами во время и после войны. Планировалось уничтожать коренное население через организованный голод, что позволило бы прокормить Германию высвободившейся сельскохозяйственной продукцией. Стратегическая программа Гитлера по мировому господству была основана на вере в силу идеи «жизненного пространства», которую реализует «высшая раса».
Нацистские лидеры и, в частности, Гитлер проявили интерес к американской концепции «явного предначертания» и попытались воспроизвести её в оккупированной Европе. Нацистская Германия также поддерживала экспансионистские идеи других стран Оси, такие как идея «жизненного пространства» в фашистской Италии (итал. spazio vitale) и «Восемь углов мира под одной крышей» в Японии.

## Предыстория
Фридрих Ратцель (1844—1904) ввёл в обиход этот термин в своих научных трудах «Политическая география» (1897) и «Жизненное пространство» (1901). При этом он перенёс теории Чарльза Дарвина о борьбе за выживание в животном мире на отношения между народами и описывал государства как живые существа, которые находятся в постоянной борьбе за жизненное пространство, а дальнейшее существование которых зависит от его наличия.
Йозеф Раймер (1879–1955) предсказывал, что германцы заселят евразийские пространства, включая Сибирь, где «не поддающимися германизации» являются славяне и евреи. Он делал соответствующие практические выводы, согласно которым следовало ограничить воспроизводство потомства этих народов. При этом Раймер считал себя социалистом и интернационалистом.
Термин был подхвачен движением «фёлькише» и Всегерманским союзом (нем. Alldeutscher Verband) и использован в связи с многочисленными на тот момент немецкими меньшинствами в Восточной Европе (фольксдойче) и планами их экспансии. Считалось, что принадлежавшие им земли не должны быть потеряны, а целью должно быть основание новых поселений. Отношение к заморским колониям Германской империи при этом было негативным. Германская колониальная политика рассматривалась как исключительно меркантильная и состоящая под еврейским влиянием. Необходимым считалось пространство для «всегермански» ориентированной «поселенческой политики в крупном масштабе». Для этого рассматривались не внеевропейские колонии, а «непосредственно граничащий с германским Отечеством Восток. Туда нас ведёт судьба. Компас германцев указывает на Восток». Немецкие эмигранты в Америку должны были быть направлены на Восток. Доминирующим идеалом Фёлькише бевегунг было чистокровное германское государство на «народной земле» стран Центральной и Восточной Европы, населённое немецкими крестьянами и ремесленниками, «отцами будущих воинов». Уже в 1875 году Паулем де Лагардом было представлено видение германского государства, границы которого простираются

на западе от Люксембурга до Бельфора, на востоке от Немана до «древних готских земель» Причерноморья, на юге с выходом к Адриатическому морю и с потенциалом расширения в Малую Азию.

Сильную популяризацию получила идея пространства на востоке в 1926 году с выходом романа Ханса Гримма «Народ без пространства» (нем. Volk ohne Raum).

## «Майн кампф»
В вышедшей в 1925 году книге «Майн кампф» Адольф Гитлер подробно описал в отдельной главе «Восточная ориентация, или Восточная политика» свои планы по захвату жизненного пространства и призвал «раздобыть для немецкого народа земли, на которое у него имеется обоснованное право»:
Мы, национал-социалисты, совершенно сознательно ставим крест на всей внешней политике довоенного времени. Мы хотим вернуться к тому пункту, на котором прервалось наше старое развитие 600 лет назад. Мы хотим приостановить вечное германское стремление на юг и на запад Европы и определённо указываем пальцем в сторону территорий, расположенных на востоке. Мы окончательно рвём с колониальной и торговой политикой довоенного времени и сознательно переходим к политике завоевания новых земель в Европе.

Когда мы говорим о завоевании новых земель в Европе, мы, конечно, можем иметь в виду в первую очередь только Россию и те окраинные государства, которые ей подчинены.
Оригинальный текст (нем.)Damit ziehen wir Nationalsozialisten bewußt einen Strich unter die außenpolitische Richtung unserer Vorkriegszeit. Wir setzen dort an, wo man vor sechs Jahrhunderten endete. Wir stoppen den ewigen Germanenzug nach dem Süden und Westen Europas und weisen den Blick nach dem Land im Osten. Wir schließen endlich ab die Kolonial- und Handelspolitik der Vorkriegszeit und gehen über zur Bodenpolitik der Zukunft.

Wenn wir aber heute in Europa von neuem Grund und Boden reden, können wir in erster Linie nur an Rußland und die ihm untertanen Randstaaten denken.

## Ключевые документы
Множество ключевых документов демонстрирует, насколько последовательно Гитлер придерживался своих военных целей.
- Сразу после прихода к власти Гитлер представил при встрече с генералами в доме генерала Хаммерштейна-Экворда 3 февраля 1933 года свою программу жизненного пространства (из записки генерала Курта Либманна):

Как мы должны использовать политическую власть? Ещё рано говорить. Может быть для получения новых возможностей для экспорта, а может быть — что ещё лучше — для завоевания нового жизненного пространства на Востоке и его бесцеремонной германизации.
- В тайном тексте, посвящённом четырёхлетнему плану по вооружению, в котором Гитлер требовал, чтобы германская армия и германская экономика через четыре года были готовы к войне, им сказано:

Окончательное решение состоит в расширении жизненного пространства и продовольственно-сырьевой базы нашего народа. Задача политического руководства в том, чтобы скоро разрешить этот вопрос.
- 5 ноября 1937 года Гитлер произнёс речь перед главными представителями вермахта о том, что германский пространственный вопрос может быть решён только с помощью войны (меморандум Хоссбаха).
- 23 мая 1939 года Гитлер сказал перед главнокомандующими:

Жизненное пространство, соответствующее величию государства, является основой любой державы. Какое-то время можно от этого воздерживаться, но рано или поздно решение проблем придёт само собой. Остаётся выбор между восходом или падением. Через 15 или 20 лет решение этого вопроса станет неизбежным. Дольше ни один немецкий политик не сможет его избегать.
- 23 ноября 1939 года Гитлер сказал перед главнокомандующими:

Растущее население требует большего жизненного пространства. Моя цель — создать разумное соотношение между численностью населения и народным пространством. Борьба должна вестись за это. Ни один народ не может избежать этой задачи, иначе он обречён на постепенную гибель.

## Близкие темы
- Натиск на восток
- Генеральный план Ост
- Территориально-политическая экспансия нацистской Германии
- Рейхскомиссариат Московия, Рейхскомиссариат Остланд, Рейхскомиссариат Украина
- Раса господ, Недочеловек